# Klinaklini-Gletscher
Der Klinaklini-Gletscher befindet sich in den südlichen Coast Mountains in der kanadischen Provinz British Columbia.
Der 37 km lange Talgletscher hat sein Nährgebiet an der Südwestflanke des Mount Pelletier auf einer Höhe von 2280 m. Er bildet einen Teil des Ha-Iltzuk Icefield. Der im Mittel etwa 2,2 km breite Gletscher strömt anfangs in südöstlicher Richtung durch die Pacific Ranges. Er nimmt von links einen größeren namenlosen Tributärgletscher auf und wendet sich nach Süden. Anschließend trifft der Silverthrone-Gletscher von Westen kommend auf den Klinaklini-Gletscher. Dieser endet nach weiteren 13 km auf einer Höhe von etwa 150 m. Unterhalb der Gletscherzunge hat sich ein knapp 5 km langer Gletscherrandsee gebildet, der vom West Klinaklini River entwässert wird. Der Gletscher ist im Rückzug begriffen.